# Błędowo (Barciany)

Błędowo 2023

Błędowo (deutsch Blandau) ist ein Dorf in Polen in der Woiwodschaft Ermland-Masuren mit etwa 50 Einwohnern. Es gehört zum Schulzenamt Mołtajny in der Gemeinde Barciany.

## Geographische Lage
Błędowo liegt im Nordosten Polens, etwa sechs Kilometer südlich der Staatsgrenze zur russischen Oblast Kaliningrad. Zwei Kilometer nordöstlich liegt der Arklitter See (polnisch Jezioro Arklickie).

## Geschichte
Im 14. Jahrhundert erhielt Matthies Scholte vom Deutschordensritter Henning Schindekopf 25 Hufen Land nach Kulmer Recht mit der Verpflichtung zum Kriegsdienst mit Plattenharnisch. Neben dem verliehenen Land befand sich ein prußisches Dorf mit einer Fläche von 19 Hufen. 1437 wurde das Dorf unter dem Namen Blandau mit drei Freigütern und insgesamt 11 Hufen erwähnt. Die nächste Erwähnung des Gutes erfolgte im Jahr 1552, weiterhin mit 25 Hufen Größe. Zuvor, im Jahr 1537, war das prußische Dorf unter dem Namen Blandau an Martin Kanacher verliehen worden. Das Gut von Scholte wird nach 1552 nicht mehr erwähnt, möglicherweise ist es in Arklitten (Arklity) aufgegangen.
Im Januar 1945 nahm die Rote Armee die Gegend ein. In der Folge des Krieges wurde Blandau als Błędowo Teil Polens.
2010 hatte das Dorf 59 Einwohner.

## Kirche
Bis 1945 war Blandau in die evangelische Kirche Molthainen (1938 bis 1945 Molteinen, polnisch Mołtajny) in der Kirchenprovinz Ostpreußen der Kirche der Altpreußischen Union sowie in die römisch-katholische Kirche in Insterburg (heute russisch Tschernjachowsk) im damaligen Bistum Ermland eingepfarrt.
Heute gehört Błędowo zur katholischen Pfarrei Mołtajny im jetzigen Erzbistum Ermland sowie zur evangelischen Kirchengemeinde Barciany, einer Filialgemeinde der Pfarrei Kętrzyn in der Diözese Masuren der Evangelisch-Augsburgischen Kirche in Polen.

## Wirtschaft und Infrastruktur
Błędowo liegt an einer Nebenstraße, die von der Straße zwischen Kotki und Mołtajny in südlicher Richtung abzweigt. 
Das Dorf verfügt über keinen eigenen Bahnanschluss. Die nächste Bahnstation befindet sich im etwa 20 Kilometer südwestlich gelegenen Korsze (Korschen) bzw. im 25 Kilometer südlich gelegenen Kętrzyn (Rastenburg). Von dort bietet die PKP Direktverbindungen nach Olsztyn (Allenstein) und Posen bzw. nach Ełk (Lyck) und Białystok an.
Der geographisch nächstgelegene internationale Flughafen ist der Flughafen Kaliningrad, der sich etwa 70 Kilometer nordwestlich auf russischem Hoheitsgebiet befindet. Der nächste internationale Flughafen auf polnischem Staatsgebiet ist der etwa 180 Kilometer westlich gelegene Lech-Wałęsa-Flughafen Danzig.

## Persönlichkeiten
- Carl Friedrich von Rautter (1698–1758), preußischer General und Gutsbesitzer in Blandau